# Erzbistum Rhodos

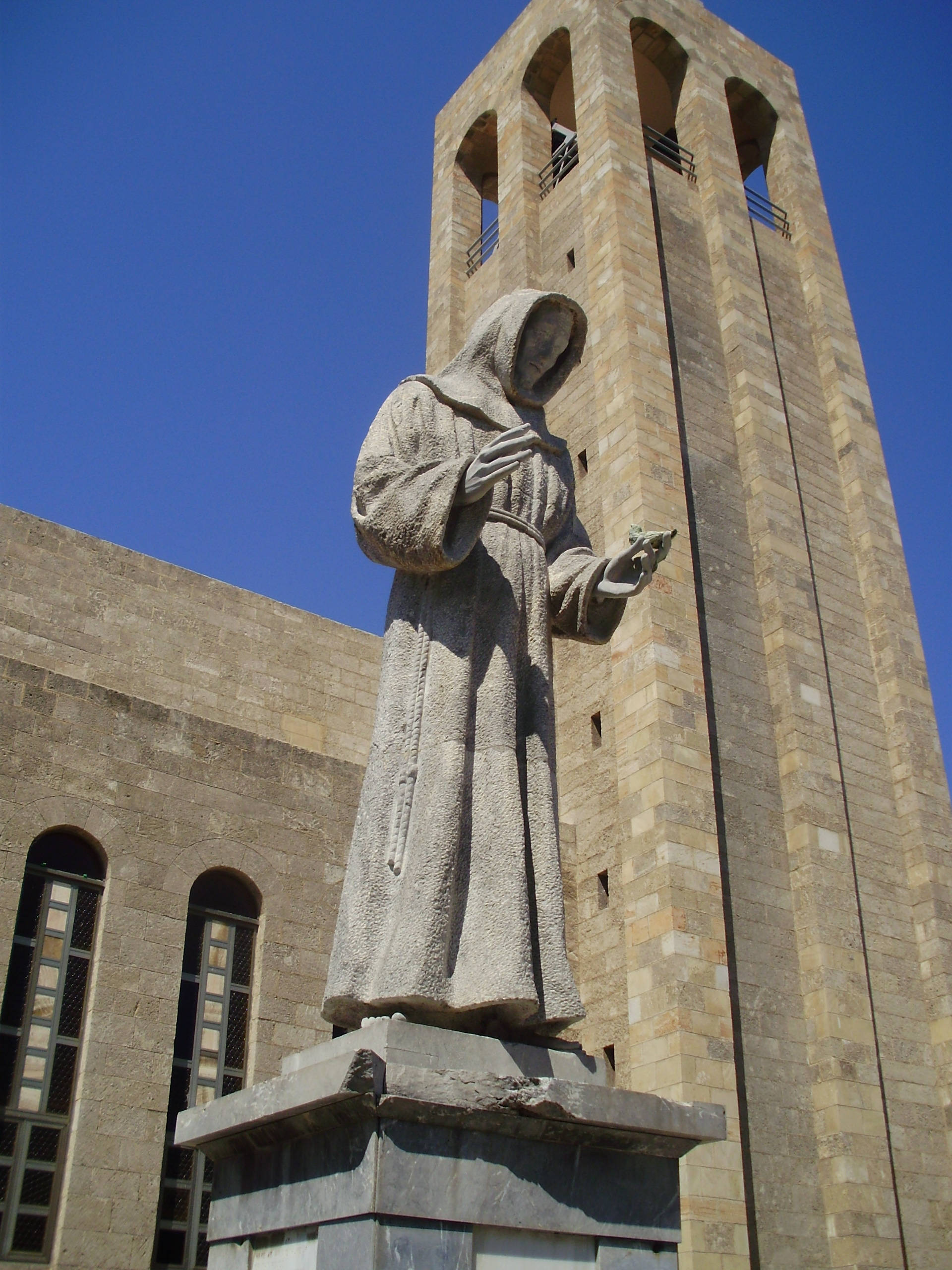
Franz-von-Assisi-Kathedrale

Das auf Rhodos (Dodekanes) in Griechenland gelegene immediate römisch-katholische Erzbistum Rhodos (lateinisch Archidioecesis Rhodiensis) wurde am 28. März 1928 gegründet und hat eine Größe von 2.714 km².

## Geschichte
Bereits zur Zeit der Kreuzzüge und der Zeit des Johanniterordens gab es auf der Insel ein lateinisches Bistum, welches mit der osmanischen Eroberung unterging. Es wurde das Titularerzbistum Rhodus geschaffen. Mit der Päpstlichen Bulle Memores Nos vereinigte Pius VI. am 3. März 1797 das Bistum Malta mit dem Erzbistum Rhodos, d. h. der Titel Erzbischof von Rhodos ging für die nächsten hundert Jahre an den Bischof von Malta. Das Territorium des Erzbistums Rhodos ging an das Apostolische Vikariat Smyrna. Am 14. August 1897 wurde die Apostolische Präfektur Rhodos und benachbarte Inseln aus dem Apostolischen Vikariat Smyrna heraus gegründet. Am 28. März 1928 hob Pius XI. mit der Bulle Pastoris aeterni die Bulle von 1797 auf und erhob die Apostolische Präfektur zum Erzbistum. Mit dem Breve Constitutione Apostolica vom 30. März 1930 teilte Pius dem Erzbistum einige benachbarte Inseln zu.
Seit dem Tod des Erzbischofs Florido Ambrogio Acciari OFM im Jahre 1970 wurde der Bischofssitz auf Rhodos nicht mehr besetzt. Das Amt wird durch den jeweiligen Erzbischof von Athen als Administrator verwaltet.

## Organisation
Das Erzbistum mit Sitz in Rhodos umfasst alle Inseln der Dodekanes (Rhodos, Karpathos, Kos, Kalymnos, Astypalea, Leros, Kasos, Symi, Tilos, Nisyros, Patmos, Chalki, Lipsi, Megisti, Agathonisi).
Die Franz-von-Assisi-Kathedrale ist dem Patrozinium Franz von Assisi unterstellt, Franziskus ist auch Patron des Bistums. Neben den römisch-katholischen Kirchen auf Rhodos gibt es noch zwei katholische Kirchen auf Kos. Die ehemalige Kathedrale (Our Lady of the Castle) von Rhodos, die sich in der Altstadt am Beginn der Ritterstraße befindet, beherbergt heute ein Museum.
Das Erzbistum untersteht dem Heiligen Stuhl direkt. Ihm unterstehen keine weiteren Suffraganbistümer.
Die drei Pfarreien der Diözese, welche keine Diözesanpriester beschäftigt, werden von zwei Franziskanern seelsorglich betreut. Auf dem Gebiet des Erzbistums leben circa 190.000 Menschen, von denen jedoch lediglich 400 (0,2 %) römisch-katholisch sind (2017). 1950 gehörten 450 (0,4 %) der damals insgesamt 117.275 Einwohner des Gebietes der katholischen Konfession an. Das Kloster und die Schule der Brüder der christlichen Schulen (La Salle Brüder) ist nicht mehr besetzt. 
Folgende Sakralbauten befinden sich im Erzbistum Rhodos:
- Franz-von-Assisi-Kathedrale in Rhodos Stadt (griechisch: Agios Frangiskos tis Asizis)
- Kirche Unserer Lieben Frau vom Sieg („Santa Maria“) in Rhodos Stadt (griechisch: Panagia tis Nikis)
- Santa-Anna-Kapelle in Ialysos
- Heilig-Kreuz-Kapelle in Rhodos Stadt
- Herz-Jesu-Kapelle in Rhodos Stadt
- Johannes-der-Täufer-Kapelle in Rhodos Stadt (Brüder der christlichen Schulen)

sowie
- Heilig-Kreuz-Kapelle auf der Insel Kos (griechisch: Parekklisi Timiou Stavrou)

Ehemalige katholische Kirchen sind
- Kathedrale des Heiligen Johannes in Rhodos Stadt, (erbaut 1310; heute: Orthodoxe Kirche)
- Kathedrale der Heiligen Maria in Rhodos Stadt, (heute: Museum (säkularisiert))

## Erzbischöfe
- Andrea Felice da Ienne OFM (1897–1910)
- Ignace Beaufays OFM (seit 27. März 1911)
- Bonaventura Rossetti OFM
  - Florido Ambrogio Acciari OFM (Apostolischer Administrator 1928–1929)
- Giovanni Maria Emilio Castellani OFM (1929–1937)
  - Pier Crisologo Fabi OFM (Apostolischer Administrator 1937–1938)
- Florido Ambrogio Acciari OFM (1938–1970)
  - Mikhail-Petros Franzidis OFM (Apostolischer Administrator 1970–1992)
  - Nikólaos Fóskolos (Apostolischer Administrator 1992–2014)
  - Sevastianos Rossolatos (Apostolischer Administrator 2014–2021)
  - Theodoros Kontidis SJ (Apostolischer Administrator seit 2021)

## Statistik
| Jahr | Bevölkerung | Bevölkerung | Bevölkerung | Priester   | Priester           | Priester         | Priester               | Ständige Diakone | Ordensleute | Ordensleute | Pfarreien |
| Jahr | Katholiken  | Einwohner   | %           | Gesamtzahl | Diözesan- priester | Ordens- priester | Katholiken je Priester | Ständige Diakone | männlich    | weiblich    | Pfarreien |
| ---- | ----------- | ----------- | ----------- | ---------- | ------------------ | ---------------- | ---------------------- | ---------------- | ----------- | ----------- | --------- |
| 1950 | 450         | 117.275     | 0,4         | 7          | 0                  | 7                | 64                     |                  | 13          | 17          | 3         |
| 1990 | 1.000       | 180.000     | 0,6         | 4          | 0                  | 4                | 250                    |                  | 7           | 0           | 4         |
| 2000 | 1.500       | 150.000     | 1,0         | 3          | 0                  | 3                | 500                    |                  | 3           | 0           | 3         |
| 2010 | 2.000       | 150.500     | 1,3         | 1          | 1                  | 0                | 2.000                  |                  | 0           | 0           | 3         |
| 2017 | 4.000       | 190.000     | 2,1         | 2          | 0                  | 2                | 2.000                  |                  | 3           | 0           | 3         |